# Назарьево (городской округ Клин)
Назарьево — деревня в Клинском районе Московской области, в составе Городского поселения Высоковск. Население — 2 чел. (2010). До 2006 года Назарьево входило в состав Шипулинского сельского округа.
Деревня расположена в центральной части района, в 2 км к северо-востоку от окраины города Высоковск, на правом берегу реки Вяз (правый приток реки Ямуга), высота центра над уровнем моря 160 м. Ближайшие населённые пункты — Тимонино на юге, Полушкино на юго-западе и Дмитриева на западе.

## Население
| 2002 | 2006 | 2010 |
| ---- | ---- | ---- |
| 1    | ↗2   | →2   |